# Papa Brâncoveanu
Matei, zis și Papa Brâncoveanu, a fost un boier din neamul lui Matei Basarab. A fost căsătorit cu Stanca, sora domnitorului Șerban Cantacuzino (1678-1688). A fost omorât în 15 martie 1655 de lefegiii seimeni și dărăbani. A fost tatăl lui Constantin Brâncoveanu, căruia i-a lăsat o avere însemnată. 